# Lemanu Peleti Mauga
Lemanu Peleti Mauga, né le 1er janvier 1949 à Nu'uuli, est un homme politique des Samoa américaines, gouverneur de ce territoire de 2021 à 2025.

## Biographie
Mauga a servi dans l'armée américaine pendant plus de 20 ans, y compris la guerre du Golfe, avant de prendre sa retraite avec le grade de major. Après sa retraite, Mauga est devenu le directeur des instructions de l'armée et a continué à travailler avec le JROTC des Samoa américaines.
Il est devenu sénateur samoan américain en 2009. En octobre 2011, Lolo Matalasi Moliga, candidat au poste de gouverneur, choisit Mauga comme colistier lors de l'élection le 6 novembre 2012. Une fois élu, il devient lieutenant-gouverneur des Samoa américaines et est réélu en 2016.
En 2020, le gouverneur démocrate sortant Lolo Matalasi Moliga n'est pas rééligible après deux mandats successifs de quatre ans. Mauga est élu gouverneur le 3 novembre 2020 et entre en fonction le 3 janvier 2021.
Candidat à un second mandat lors de l'élection de 2024, il obtient 36,2 % des voix au premier tour et est devancé par Pula Nikolao Pula qui reçoit 42,4 % des suffrages. Lors du second tour, Pula l'emporte avec 59,8 % des voix. Mauga quitte ses fonctions le 3 janvier 2025.